# Pedro Malón de Chaide
Fray Pedro Malón de Echaide o Chaide (Cascante, Navarra, c. 1530-Barcelona, 1589) fue un escritor religioso agustino español, cuya obra pertenece a la literatura ascética del Renacimiento.

## Biografía
Su padre y hermano fueron notarios en Cascante (Navarra). Fue a Salamanca a estudiar letras, pero ingresó en el convento de agustinos de dicha ciudad y al cabo profesó votos solemnes el 27 de octubre de 1557. En la Universidad fue discípulo de fray Luis de León y del padre fray Juan de Guevara (1518-1600), que le influyeron hondamente. Vivió más tarde entregado a la enseñanza en Burgos (1569-1572) cuando en este último año la Inquisición apresó en Valladolid al biblista agustino Alonso Gudiel, catedrático de la Universidad de Osuna, designado para sostener unas tesis en latín sobre la Encarnación de Cristo en el capítulo que la provincia agustina de Castilla celebraba allí, a pesar de que Malón declaró que las había compuesto él. La Inquisición, que había recibido la denuncias contra él y Gaspar de Grajal del helenista León de Castro, enemigo no ya de fray Luis de León sino de todos sus amigos, las consideraba heréticas; Gudiel murió en prisión a los pocos meses después sin haberse aclarado el asunto, lo que impresionó fuertemente a Malón de Echaide, habida cuenta de las dificultades que había sufrido también su maestro fray Luis, y se achaca a este incidente la renuencia a publicar sus obras, de las cuales dos quedaron inéditas, y el hecho de que pasase por orden de sus superiores desde la provincia de Castilla a la de Aragón para prevenir males futuros. Estuvo, pues, en el convento de Zaragoza, donde fue prior (1575-1577), y en Huesca (1578-1583), también de prior; en esta estancia parece ser que empezó a componer sus obras. En la universidad de Huesca se doctoró en Teología (1581). En 1582 fue nombrado maestro de la Orden agustina y en 1583, siendo definidor de la provincia, es nombrado catedrático en Zaragoza; allí trató al gran humanista manchego Pedro Simón Abril. Tomó parte, en 1585, en la fundación del monasterio de Nuestra Señora de Loreto, en Huesca. Fue prior del convento de Barcelona; en 1588 publicó allí su único libro impreso, La conversión de la Magdalena, y al año siguiente murió en la misma ciudad, en 1589.

## Obras
El Libro de la conversión de la Magdalena, en que se ponen los tres estados que tuvo de pecadora, y de penitente, y de gracia, y fundado sobre el Evangelio que pone la Iglesia en su fiesta... (1588), es obra fundamental en la literatura ascética y mística española y se caracteriza por su estilo popular y pintoresco, el gran realismo de las imágenes y el color de sus animadas descripciones. Fue escrita probablemente en Huesca, entre 1578 y 1583. Se trata de una paráfrasis de los pasajes evangélicos en los que aparece María Magdalena. Está distribuida con arreglo a los tres estados de la Santa: pecado, arrepentimiento y estado en gracia de Dios. Malón de Chaide, como su compañero de orden fray Luis de León, es un entusiasta apologista de la lengua vulgar, y el prólogo a esta obra encierra una de las más bellas defensas de la misma, al lado de una dura reprimenda al abuso de la literatura profana y los libros de caballerías. La obra contiene numerosos poemas al estilo de la escuela salmantina, entre ellos la traducción de algunos Salmos; Malón es menos denso que su modelo, el gran Luis de León, pero más brillante y de inspiración más popular. 
En la obra, María Magdalena, considerada, como es frecuente en la tradición católica, mujer pecadora y penitente, es el símbolo del alma que desde el pecado puede llegar a la perfección. Se cuenta su vida como pecadora, cuando comenzó "a gustar del billete y de la guitarrilla y del sarao y conversación, del paseo y fiestas y músicas", su conversión y penitencia y su apoteosis final, en que es recibida por Cristo en el cielo.
La religiosidad de Malón de Chaide es más cercana a lo popular que la de otros autores ascéticos. Utiliza frecuentemente motivos plásticos para ilustrar sus ideas, hasta el punto de que Valbuena Prat habla, refiriéndose a su obra, de religiosidad pintoresca: 
Veréis a una parte pintado un San Lorenzo, atado, tendido sobre unas parrillas, y que debajo salen unas llamas que le ciñen el cuerpo; las ascuas parecen vivas, las llamas cárdenas, que parece que aun de verlas pintadas ponen miedo; los verdugos con unas horcas de hierro que las atizan, otros soplando con unos fuelles para avivarlas; parécese aquella generosa carne, quemada y tostada con el fuego, y que se entreabren las entrañas, y anda la llama devastando y buscando los senos de aquel pecho jamás rendido; está cayendo la grosura que apaga parte del fuego en que se quema.
Intercaladas en la obra se encuentran las paráfrasis en verso de trece salmos y varias traducciones de autores latinos (Virgilio, Ovidio, Juvenal). 
Se han perdido otras dos obras suyas de las que existe noticia. La primera, el Tratado de San Pedro y de San Juan, aunque se piensa que pudo imprimirse póstumo, también en Barcelona, a nombre del padre Jerónimo de Saona con el título Discursos predicables literales y morales de la Sagrada Scriptura y questiones positivas, y escolásticas sobre qual fue más amado del Señor, Sant Pedro o Sant Joan Evangelista (1598), Es cierto que el propio Saona confiesa deudas con otros escritores y lo confirman las semejanzas y convergencias textuales halladas entre ambos autores, pero lo más probable es que Saona refundiera no sólo esta obra, sino también la segunda perdida, el Libro de todos los santos, bajo el título de Jerarquía celestial y terrena y símbolo de los nueve estados de la iglesia militante con los nueve coros de ángeles de la Triunfante (1598).

## Biografías
- Sanjuán Urmeneta, J. M. Fray Pedro Malón de Echaide. Pamplona: Editorial Gómez, 1957.
- Aladro Font, J., Pedro Malón de Echaide y La conversión de la Magdalena: vida y obra de un predicador. Pamplona: Gobierno de Navarra-Departamento de Educación y Cultura, 1998.
- Clemente Hernández,  J., El legado oculto de Pedro Malón de Chaide. Madrid: Revista Agustiniana, 1999.
- Gullón, Ricardo (ed.), Diccionario de literatura española e hispanoamericana. Madrid, Alianza Editorial, 1993. ISBN 84-206-5292-X
- Valbuena Prat, Ángel: Historia de la literatura española, tomo I. Barcelona, Gustavo Gili, 1937.
- Viuda, Isidro de la, Pedro Malón de Echaide. Agustiniana, Madrid, 1989. ISBN 84-86898-10-0